# Арнштейн, Марк Абрамович
Марк Абра́мович Арнште́йн (пол. Marek Arnsztejn, известен также под псевдонимом Анджей Марек, пол. Marek; 2 июня 1878, Варшава — 1942, там же) — еврейский, русский и польский драматург, режиссёр, журналист.

## Биография
Марк Абрамович Арнштейн родился в состоятельной еврейской семье, отец был фабрикантом в сталелитейном производстве. С 1897 года печатался как журналист в изданиях «Israelita» (двуязычная идиш-польская газета), «Ундзер Лэбн» (идиш אונדזער לעבן‎), «Дер юд», «Glos», «Strumien», «Южное дело», «Еврейская семейная библиотека», варшавском журнале «Сцена и спорт». Дебютировал как драматург в 1900 году, в следующем году добился первого успеха с пьесой «Вечная песнь», которую, по утверждению «Литературной энциклопедии», ставили в подпольных драматических рабочих кружках. Писал по-русски, на идише и по-польски. После 1905 года начал пробовать свои силы и в качестве театрального режиссёра, способствуя повышению качества игры и оформления в еврейском театре.
В 1911—1912 гг. работал на варшавской киностудии «Сила», близкой к Варшавскому еврейскому театру, и был наиболее известным из режиссёров этого круга. Снял по меньшей мере пять короткометражных художественных фильмов на еврейскую тему: «Хасидка и отступник», «Жестокий отец», «Ди штифтмутер» (мачеха), «Миреле Эфрос», «Сиротка Хася» (последние три — по пьесам Якова Гордина).
В 1916—1918 гг. в России: руководил еврейским театром в Витебске, затем стоял у истоков театра «Габима» в Москве.
В 1919—1923 гг. работал в Нью-Йорке как драматург и художественный руководитель Еврейского художественного театра (Yiddish Art Theatre) на Второй авеню. В 1923—1924 гг. во главе передвижной еврейской театральной труппы гастролировал по Аргентине, Бразилии и Чили.
В 1925—1929 гг. — автор целого ряда инсценировок известных произведений литературы на идише в театрах Польши, из которых наибольший успех имела постановка «Голема» (по Г. Лейвику) на сцене Варшавского цирка — как полагает современный специалист, это было важным шагом, направленным на установление диалога между еврейской и польской культурами. Соавтор (вместе с Алтером Кацизне) сценария фильма «Диббук» (1937, режиссёр Михал Вашиньский) — по мнению известного специалиста по еврейской культуре Мирона Черненко, «вершины еврейского кино в Польше».
Погиб в варшавском гетто. Незадолго до смерти ставил в гетто спектакли.